# Руженцев, Сергей Васильевич
Сергей Васильевич Руженцев (1935—2012) — учёный-геолог, палеонтолог, лауреат премии имени Н. С. Шатского (1988).

## Биография
Главный научный сотрудник лаборатории геодинамики позднего докембрия и фанерозоя Геологического института РАН.
Внес большой вклад в расшифровку сложных покровно-складчатых систем Памира, Тянь-Шаня, Урала, Монголии, Корякии, Забайкалья и других регионов Северной Евразии.
В последние годы изучал Забайкалье, где совместно с учёными из Геологического института РАН и сотрудниками Геологического института СО РАН (г. Улан-Удэ) среди структур байкальского возраста были впервые открыты герциниды. Палеонтологическими и изотопными методами был обоснован возраст слагающих горных пород, расшифровано их покровное строение и предложены оригинальные геодинамические концепции формировании структур южного обрамления Сибирского кратона.

## Труды
Автор около 250 работ, в том числе 7 монографий.
Монографии:
- «Тектоническое развитие Восточного Памира и роль горизонтальных движений в формировании его альпийской структуры»
- «Особенности структуры и механизм образования сорванных покровов»
- «Краевые офиолитовые аллохтоны: тектоническая природа и структурное положение» и другие.

## Семья
- Отец — Василий Ермолаевич Руженцев (1899—1978) — русский палеомалаколог и геолог, доктор биологических наук, Ленинская премия (1967).
- Мать — Ирина Васильевна Хворова (1913—2003) — инженер-геолог, участница Великой Отечественной войны, лауреат премии имени Н. С. Шатского (1988).

## Награды
- Премия имени Н. С. Шатского (совместно с И. В. Хворовой, Т. Н. Херасковой, за 1988 год) — за серию работ по теме «Раннегеосинклинальные формации и структуры»
- Государственная премия Российской Федерации (в составе группы, за 1995 год) — за цикл работ «Тектоническая расслоенность литосферы и региональные геологические исследования»